# 各務原市福祉の里
各務原市福祉の里（かかみがはらしふくしのさと）は岐阜県各務原市にある福祉施設である。

## 概要
- 障害者の通所施設、障害児の通園施設、支援センター、障害者相談支援センターからなる複合福祉施設である。
- 社会福祉法人各務原市社会福祉事業団が運営する。
- 1997年（平成9年）4月に建物の一部完成し、第1期分（地域福祉センター、知的障害者（通所）更生施設）が開所。1998年（平成10年）4月に第2期分（知的障害児通園施設、肢体不自由児通園施設）が開所し、施設が全て開所した。

## 施設概要
2階
- あすなろ　（障害者通所施設）

知的障害者に対する介護、受託作業、日常生活支援、健康管理などを行う通所施設
- どんぐり　（障害者相談支援センター）

障害者、または子育てに不安がある人にたいする相談支援を行う施設
- ボランティアルーム
- 会議室（1-3）

1階
- あすなろ　（障害者通所施設）
- さくら　（障害児通園施設）

障害のある子どもや発達に遅れのある子どもたちに対する通所施設（児童発達支援事業所）
- つくし　（障害児通園施設）

身体、知的、精神に障害がある未就学の子どもに対する通所訓練施設（児童発達支援センター（福祉型））
- 支援センター

地階
- たんぽぽ　（障害児通園施設）

上肢、下肢、体幹の機能の障害がある未就学の子どもに対する通所訓練施設（医療型児童発達支援センター）
- ぽぷら　（障害者通所施設）

身体障害者、重症心身障害者対する介助、医療的ケア、機能訓練、リラクゼーションなど行う通所施設
- アリーナ
- なかよし広場

## 利用案内
- 住所：岐阜県各務原市須衛稲田7番地
- 開館時間：8:30～17:15　※会議室、アリーナは9:00～21:00
- 休所日：土曜日、日曜日、祝日、年末年始（12月29日～1月3日）　※会議室、アリーナ、なかよし広場は年末年始（12月29日～1月3日）

## 交通アクセス

### 公共交通機関
- 各務原市ふれあいバス稲羽線「各務小学校西」バス停より徒歩約45分。
- ふれあいタクシー「福祉の里」停留所から徒歩すぐ。　※事前予約制（デマンド型交通）

### 自動車
- 国道21号「おがせ町」交差点から県道205号長森各務原線を北上し、「おがせ町6丁目」交差点から市道を北上。

## 周辺施設
- 各務原市北清掃センター
- 各務原市高齢者生きがいセンター稲田園